# Calanca (krets)
Calanca är en krets i det italienskspråkiga distriktet Moesa i den schweiziska kantonen Graubünden.

## Geografi

### Indelning
Calanca är indelat i fem kommuner:
| Kommun                 | Invånare 2013-12-31 | Yta i km² |
| ---------------------- | ------------------- | --------- |
| Calanca                | 206                 | 37,68     |
| Buseno                 | 92                  | 11,24     |
| Castaneda              | 240                 | 3,94      |
| Rossa                  | 125                 | 58,93     |
| Santa Maria in Calanca | 113                 | 9,32      |
| Totalt                 | 776                 | 121,11    |